# Danish Open (tennis)
 For alternative betydninger, se Danish Open. (Se også artikler, som begynder med Danish Open)
Danish Open (sponsornavn e-Boks Open) var en professionel kvindelig tennisturnering, som blev spillet indendørs på hardcourt-underlag i årene 2010 til 2012. Turneringen blev afholdt i Farum og var en del af WTA Touren. Turneringen blev nedlagt i 2012 på grund af manglende sponsorstøtte.

## Finaler

### Single
| År   | Mester             | Finalist           | Resultat      |
| ---- | ------------------ | ------------------ | ------------- |
| 2010 | Caroline Wozniacki | Klára Zakopalová   | 6–2, 7–6(7–5) |
| 2011 | Caroline Wozniacki | Lucie Šafářová     | 6–1, 6–4      |
| 2012 | Angelique Kerber   | Caroline Wozniacki | 6–4, 6–4      |

### Double
| År   | Mestre                           | Finalister                          | Resultat       |
| ---- | -------------------------------- | ----------------------------------- | -------------- |
| 2010 | Julia Görges Anna-Lena Grönefeld | Vitalia Diatchenko Tatiana Poutchek | 6–4, 6–4       |
| 2011 | Johanna Larsson Jasmin Wöhr      | Kristina Mladenovic Katarzyna Piter | 6–3, 6–3       |
| 2012 | Kimiko Date Krumm Rika Fujiwara  | Sofia Arvidsson Kaia Kanepi         | 6–2, 4–6, 10–5 |